# Trophée européen féminin de rugby à XV 2002
Navigation
Trophée européen féminin 2001 Trophée européen féminin 2003
Le Trophée européen féminin de rugby à XV 2002 se déroule du 20 mars au 23 mars 2002 en Italie.
Ce tournoi assez restreint quant au nombre d'équipes est réalisé afin de permettre aux équipes ne participant pas au Tournoi des six nations de se préparer pour la Coupe du monde.

## Participants
Ce tournoi est constitué de quatre équipes : les équipes d'Allemagne, d'Italie, des Pays-Bas et de Suède participent à la compétition. La compétition se déroule sous la forme de match à élimination directe.

### Demi-finales
| 20 mars 2002 | Suède  | 22 - 0 | Pays-Bas  | à Trévise           |
| 20 mars 2002 | Italie | 16 - 0 | Allemagne | à San Donà di Piave |

#### Match pour la3eplace
| 23 mars 2002 | Allemagne | 12 - 10 | Pays-Bas | à Trévise |

#### Finale
| 23 mars 2002 | Italie | 35 - 24 | Suède | à Trévise |